# یواس‌اس فرگس (ای‌پی‌ای-۸۲)

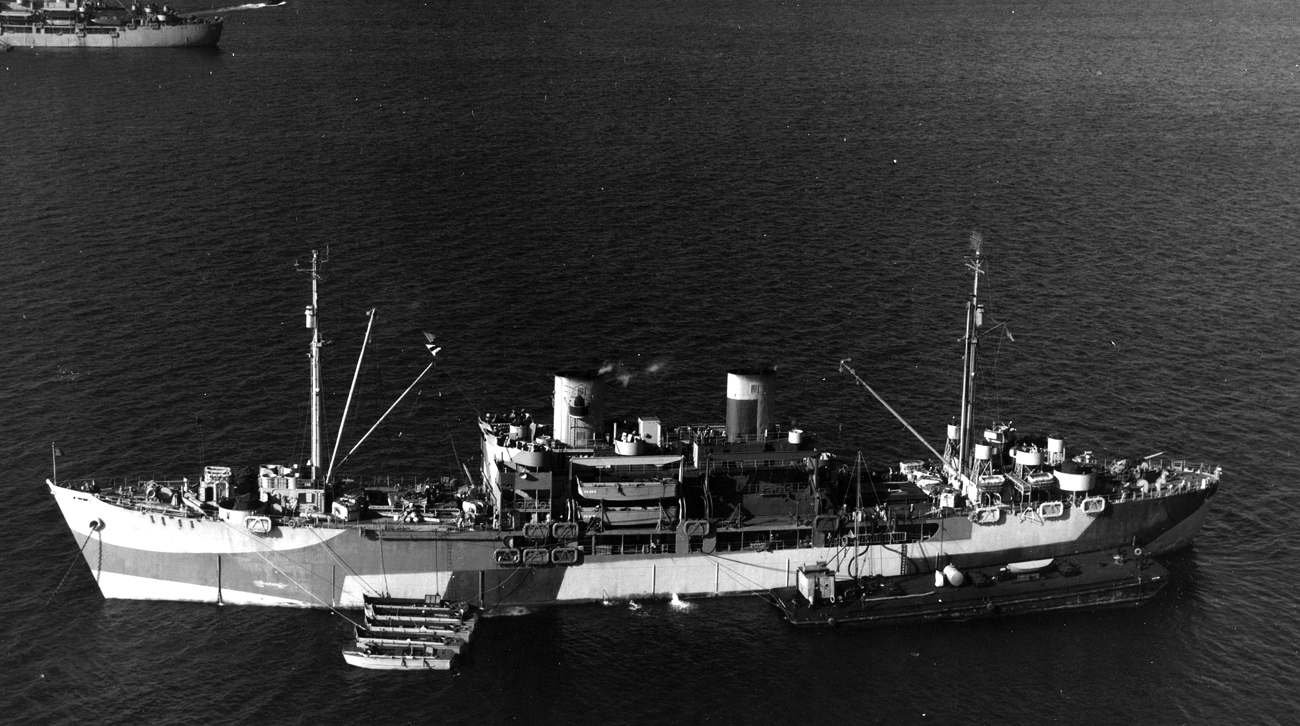
یواس اس فرگس(ای پی ای-۸۲)

یواس‌اس فرگس (ای‌پی‌ای-۸۲) (به انگلیسی: USS Fergus (APA-82)) یک کشتی بود که طول آن ۴۲۶ فوت (۱۳۰ متر) بود. این کشتی در سال ۱۹۴۴ ساخته شد.